# É o Tchan (álbum)
É o Tchan é um álbum de estúdio do grupo musical de pagode baiano Gera Samba. Vendeu mais de 900 mil cópias no Brasil,  recebendo uma certificação de disco de platina duplo, segundo a ABPD.

## Vendas e certificações
| País          | Certificação | Vendas   |
| ------------- | ------------ | -------- |
| Brasil - ABPD | 2× Platina   | 500,000+ |

## Faixas
| N.º            | Título                                 | Compositor(es)                             | Duração |  |
| 1.             | "Beco do Siri"                         | Branco, Júlio, Sérgio                      | 3:46    |  |
| 2.             | "O Bicho Solto (Qui, Qui, Cá, Cá, Cá)" | Cau, Morte                                 | 4:07    |  |
| 3.             | "Paquerei"                             | Jair, Jamaica, Washington                  | 3:25    |  |
| 4.             | "Da Clara e da Gema"                   | Franco, Lourenço                           | 3:32    |  |
| 5.             | "Machucado da Morena"                  | Comancheiro, da Vila, de Vila              | 3:15    |  |
| 6.             | "Razão do Meu Viver"                   | Gutemberg                                  | 4:10    |  |
| 7.             | "Pau Que Nasce Torto"                  | Cissinho, do Tchan, Lima                   | 3:56    |  |
| 8.             | "Tá Com Raiva de Mim"                  | Adal, Cerqueira                            | 2:43    |  |
| 9.             | "Cadê Se Me Dão"                       | Beto Jamaica, Robson, Trindade, Washington | 3:00    |  |
| 10.            | "Então Mãe"                            | Oliveira, Zô                               | 4:30    |  |
| 11.            | "Caia Pra Dentro (Chove Chuva)"        | Beto Jamaica, Pop                          | 4:21    |  |
| 12.            | "Gererê: Cesta de Ovos/Tô Melado"      | Adal, Reluzente                            | 4:02    |  |
| 13.            | "O Trenzinho"                          | Cau, Beto Jamaica, Meneguel, Santos, Tuca  | 3:07    |  |
| Duração total: | Duração total:                         | Duração total:                             | 48:01   |  |

| Críticas profissionais | Críticas profissionais |
| Avaliações da crítica  | Avaliações da crítica  |
| Fonte                  | Avaliação              |
| ---------------------- | ---------------------- |
| Allmusic               | 3 de 5 estrelas.       |